# 中島国彦
中島 国彦（なかじま くにひこ、1946年1月17日 - ）は、日本の日本近代文学研究者、早稲田大学名誉教授、日本近代文学館理事長。

## 人物・来歴
東京生まれ。1968年早稲田大学文学部国文科卒業、1973年同大学大学院博士課程中退。1970年早稲田実業学校教諭、1972年早稲田大学文学部助手、1976年専任講師、1979年助教授、1984年教授。2004年早稲田大学文学学術院教授。2016年定年退職、名誉教授。2021年、坂上弘の死にともない日本近代文学館理事長となる。1995年『近代文学にみる感受性』でやまなし文学賞受賞。1996年同著作で早稲田大学文学博士。『白秋全集』『荷風全集』の編纂に参加。やまなし文学賞（評論部門）選考委員。

## 著書
- 『近代文学にみる感受性』筑摩書房、1994年10月
- 『漱石の地図帳 歩く・見る・読む』大修館書店、2018年7月
- 『森鷗外 学芸の散歩者』岩波書店〈岩波新書〉、2022年7月。ISBN 9784004319375。

### 編著
- 『日本文学研究資料新集　石川啄木と北原白秋 思想と詩語』上田博共編、有精堂出版、1989年11月
- 『夏目漱石の手紙』長島裕子共著、大修館書店、1994年4月
- 『文藝時評大系 明治篇』全15巻　ゆまに書房、2005年
  - 『文藝時評大系 明治篇 別巻』ゆまに書房、2006年5月

索引で宗像和重と共編、他の編者は池内輝雄、曾根博義
- 『明治名作集　新日本古典文学大系 明治編 30』岩波書店、2009年3月
松原岩五郎「最暗黒の東京（抄）」（担当校注）
- 『新現代文学名作選』塩澤寿一、馳川澄子、堀内雅、横堀利明 編著、明治書院、2012年1月
- 『漱石の愛した絵はがき』長島裕子共編、岩波書店、2016年9月
- 『日本近代文学年表』石﨑等、石割透、大屋幸世、木谷喜美枝、鳥羽耕史共編、鼎書房、2017年2月
- 『断腸亭日乗』永井荷風（全9冊、多田蔵人共校注）岩波文庫、2024年7月-

## 論文
- ＜中島国彦